# Odd Grenland Ballklubb 2004
Questa voce raccoglie le informazioni riguardanti l'Odd Grenland Ballklubb nelle competizioni ufficiali della stagione 2004.

## Rosa
| N. |                      | Ruolo | Calciatore              |
| -- | -------------------- | ----- | ----------------------- |
| 1  | Norvegia (bandiera)  | P     | Erik Holtan             |
| 2  | Norvegia (bandiera)  | D     | Lars Lien               |
| 3  | Norvegia (bandiera)  | D     | Anders Rambekk          |
| 4  | Norvegia (bandiera)  | D     | Ronny Deila             |
| 5  | Norvegia (bandiera)  | C     | Trond Viggo Toresen     |
| 6  | Norvegia (bandiera)  | D     | Morten Fevang           |
| 7  | Danimarca (bandiera) | C     | Christian Flindt-Bjerg  |
| 8  | Norvegia (bandiera)  | C     | Bent Inge Johnsen       |
| 9  | Svezia (bandiera)    | C     | Sebastian Henriksson    |
| 10 | Canada (bandiera)    | A     | Olivier Occéan          |
| 11 | Norvegia (bandiera)  | A     | Morten Knutsen          |
| 12 | Norvegia (bandiera)  | P     | Rune Almenning Jarstein |
| 13 | Norvegia (bandiera)  | A     | Aksel André Rød         |

| N. |                     | Ruolo | Calciatore         |
| -- | ------------------- | ----- | ------------------ |
| 14 | Norvegia (bandiera) | P     | Kim Engen          |
| 15 | Norvegia (bandiera) | D     | Alexander Aas      |
| 16 | Norvegia (bandiera) | D     | Jan Tore Amundsen  |
| 17 | Norvegia (bandiera) | D     | Jan Frode Nornes   |
| 18 | Norvegia (bandiera) | D     | Espen Ruud         |
| 19 | Norvegia (bandiera) | A     | Martin Wiig        |
| 20 | Norvegia (bandiera) | A     | Tarjei Dale        |
| 21 | Norvegia (bandiera) | A     | Armin Sistek       |
| 22 | Germania (bandiera) | P     | Heinz Müller       |
| 22 | Norvegia (bandiera) | D     | Vegard Lie         |
| 23 | Norvegia (bandiera) | D     | Brede Bomhoff      |
| 24 | Norvegia (bandiera) | P     | Morten André Olsen |
| 25 | Norvegia (bandiera) | A     | Espen Hoff         |

## Calciomercato

### Sessione invernale
| Arrivi | Arrivi              | Arrivi          | Arrivi     |
| R.     | Nome                | da              | Modalità   |
| ------ | ------------------- | --------------- | ---------- |
| C      | Trond Viggo Toresen | Pors Grenland   | definitivo |
| A      | Morten Knutsen      |                 | svincolato |
| A      | Olivier Occéan      | Vermont Voltage | definitivo |

| Partenze | Partenze     | Partenze  | Partenze   |
| R.       | Nome         | a         | Modalità   |
| -------- | ------------ | --------- | ---------- |
| P        | André Hansen | Rosenborg | definitivo |

### Sessione estiva
| Arrivi | Arrivi       | Arrivi | Arrivi     |
| R.     | Nome         | da     | Modalità   |
| ------ | ------------ | ------ | ---------- |
| P      | Heinz Müller |        | svincolato |

| Partenze | Partenze    | Partenze    | Partenze   |
| R.       | Nome        | a           | Modalità   |
| -------- | ----------- | ----------- | ---------- |
| D        | Vegard Lie  | Fram Larvik | definitivo |
| A        | Martin Wiig | Sandefjord  | prestito   |

## Risultati

### Eliteserien

#### Girone di andata
| Arbitro: | Berntsen (Vang) |

|                               |           |  |
| Henriksson 9’ (rig.) Hoff 72’ | Marcatori |  |

| Arbitro: | Sandmoen (Kjelsås) |

|  |           |                       |
|  | Marcatori | 82’ Fevang 87’ Occéan |

| Skien 25 aprile 2004, ore 18:00 3ª giornata | Odd Grenland | 0 – 0 referto | Lyn Oslo | Odd Stadion (5.320 spett.)\| Arbitro: \| Alapnes \| |
| Arbitro:                                    | Alapnes      |               |          |                                                     |

| Arbitro: | Sandmoen (Kjelsås) |

|             |           |            |
| Winters 23’ | Marcatori | 74’ Occéan |

| Arbitro: | Skjervold |

|                                                                   |           |                       |
| Occéan 27’ Henriksson 56’ (rig.) Nornes 72’ Flindt-Bjerg 78’, 84’ | Marcatori | 77’, 88’ Söderstjerna |

| Arbitro: | Berntsen (Vang) |

|                         |           |                           |
| Kopteff 23’ Nevland 79’ | Marcatori | 8’ Flindt-Bjerg 45’ Deila |

| Arbitro: | Ditlefsen |

|                            |           |                           |
| Flindt-Bjerg 33’, 46’, 65’ | Marcatori | 36’ Sundgot 79’ Einarsson |

| Arbitro: | Sandmoen (Kjelsås) |

|                      |           |  |
| Johnsen 32’ Berg 47’ | Marcatori |  |

| Arbitro: | Øvrebø (Oslo) |

|                |           |          |
| Henriksson 66’ | Marcatori | 9’ Råket |

| Arbitro: | Alseth (Stjørdal) |

|            |           |  |
| Rekdal 80’ | Marcatori |  |